# Rätten Till en Värdig Död
Rätten Till en Värdig Död (RTVD) är en svensk partipolitiskt och religiöst obunden ideell förening. Föreningen vill främja varje människas rätt att enligt laga ordning fastställda regler på egen begäran få hjälp att dö. Föreningen är medlem i den världsomfattande organisationen "The World Federation of Right to Die Societies".
Föreningen bildades 1973 av bland andra Berit Hedeby och bar då namnet Rätten till vår död. Det första årsmötet hölls i februari 1974. Det nuvarande namnet antogs 2008.